# Фиджи на летних Олимпийских играх 1976
Фиджи принимала участие в Летних Олимпийских играх 1976 года в Монреале (Канада) в первый раз за свою историю, но не завоевала ни одной медали. Сборную страны представляли один мужчина и одна женщина, принимавшие участие в турнире легкоатлетов.

## Лёгкая атлетика
Спортсменов — 2
Мужчины
| Спортсмен | Вид            | Забег     | Забег | Четвертьфинал | Четвертьфинал | Полуфинал | Полуфинал | Финал     | Финал     |
| Спортсмен | Вид            | Результат | Место | Результат     | Место         | Результат | Место     | Результат | Место     |
| --------- | -------------- | --------- | ----- | ------------- | ------------- | --------- | --------- | --------- | --------- |
| Тони Мур  | 100м           | 11,16     | 7     | Не прошёл     | Не прошёл     | Не прошёл | Не прошёл | Не прошёл | Не прошёл |
| Тони Мур  | 200м           | 21,82     | 4     | 21,75         | 7             | Не прошёл | Не прошёл | Не прошёл | Не прошёл |
| Тони Мур  | Прыжки в длину | 6,81      | 31    | Не прошёл     | Не прошёл     | Не прошёл | Не прошёл | Не прошёл | Не прошёл |

Женщины
| Мириама Туйсорисори-Шамболт | Прыжки в длину | 5,79 | 27 | Не прошла | Не прошла | Не прошла | Не прошла | Не прошла | Не прошла |
| Мириама Туйсорисори-Шамболт | Пятиборье      |      |    | 3827      | 18        |           |           |           |           |